# Oecetis desaegeri
Oecetis desaegeri là một loài Trichoptera trong họ Leptoceridae. Chúng phân bố ở vùng nhiệt đới châu Phi.